# 鸭赏

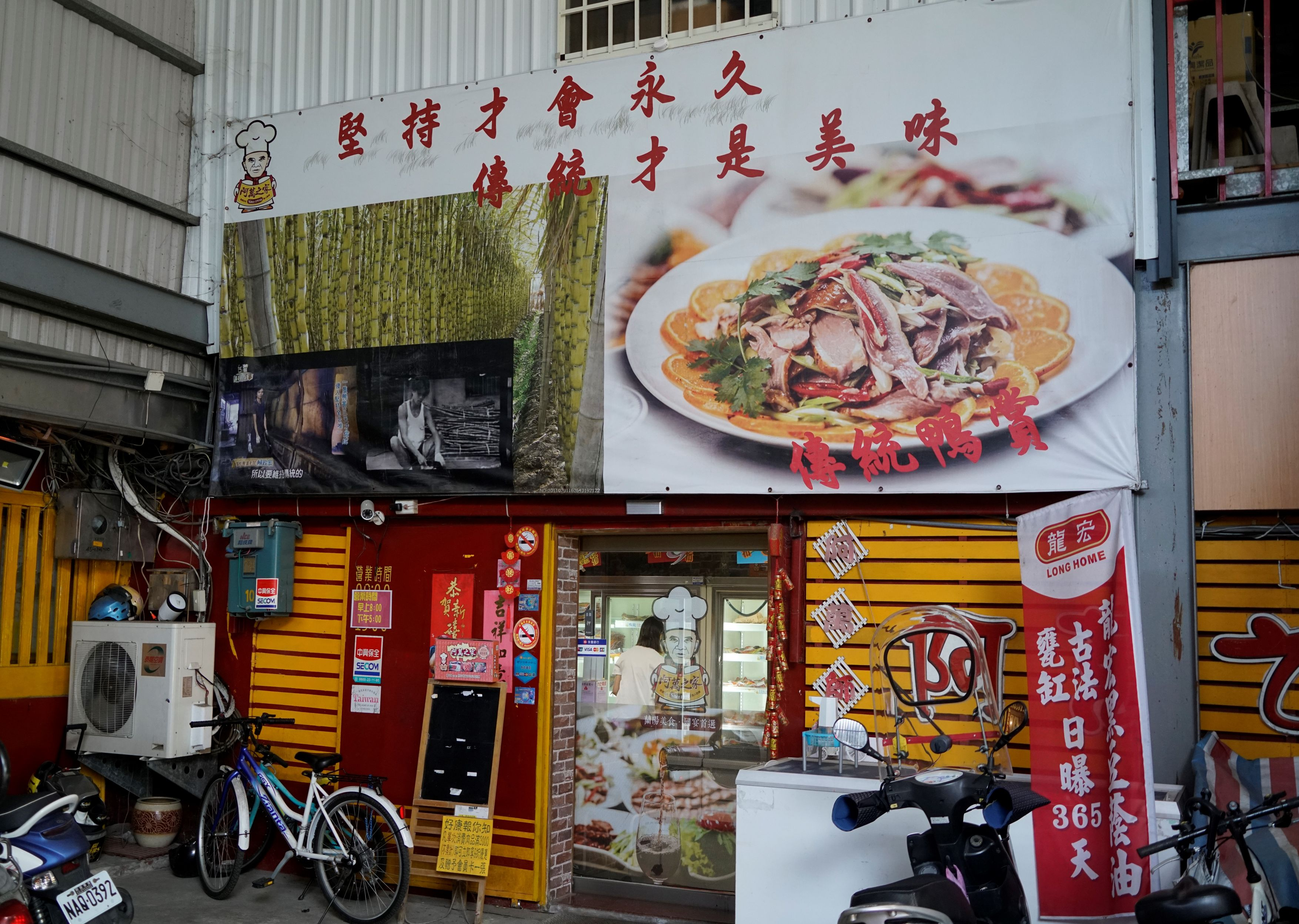

宜兰鸭賞是宜兰特产，当地“四宝”之首。可以直接食用，也可以用作菜肴配料。

## 作法
将洗扒干净的鸭悬挂在特制的炉中，用甘蔗点火烟熏烤致熟，包装。